# Mutterwitz
Der Mutterwitz ist eine stetig vorhandene Fähigkeit, Sachverhalte schnell zu begreifen, zu beurteilen und auf solche zu reagieren. Heute entspricht der Begriff der Gewitztheit (Klugheit) dieser Fähigkeit.

## Etymologie
Das Determinativkompositum besteht aus den Substantiven Mutter und Witz. Hierin verweist Mutter darauf, dass die Eigenschaft bzw. Fähigkeit angeboren ist. Witz steht im alten Sinne (vergleiche: Wissen) für Klugheit bzw. Verstand; das Wort bedeutet in diesem Sinne nur bedingt und in unwesentlichem Maße Humor. Das Wort Gewitztheit macht dies deutlich.
Im Kontrast zum erblichen Mutterwitz wird der erlernbare Schulwitz genannt:
- Als „natürliche Fähigkeit des gesunden Verstandes und der gesunden Vernunft“ wird der Mutterwitz bezeichnet, der ebenso wie diese beiden nicht erlernt und der durch den „Schulwitz“ nicht ersetzt, sondern nur vollendet wird.[2]

- Den Mutterwitz bringt jeder auf die Welt; Der Schulwitz wird durch Bücher uns gegeben.[3]